# John Mead Howells
John Mead Howells, (14 de agosto de 1868 — 22 de septiembre de 1959) fue un arquitecto estadounidense.

## Educación y vida tempranas
Nació en Cambridge, en el estado de Massachusetts, el 14 de agosto de 1868. Su padre era el autor William Dean Howells. Obtuvo una licenciatura en la Universidad de Harvard en 1891 y completó más estudios de arquitectura allí en 1894 antes de estudiar en la École des Beaux-Arts, en París, donde obtuvo un diploma. en 1897.

## Carrera
Howells se mudó a la ciudad de Nueva York y fundó el estudio de arquitectura Howells & Stokes con Isaac Newton Phelps Stokes, quien también había estudiado en la École. La asociación diseñó obras como Capilla de San Pablo en la Universidad de Columbia y Stormfield, una villa de estilo italiano encargada por Samuel Clemens, amigo de su padre desde hace mucho tiempo.
Tras poner fin a la asociación en 1913, Howells centró su práctica en edificios de oficinas de estilo art déco, algunos de los cuales completó con Raymond Hood, a quien había conocido durante su tiempo en la École, y a quien había invitado a convertirse en socio cuando fue seleccionado para participar en el concurso de construcción del Chicago Tribune en 1922. Estos proyectos incluyen el diseño premiado de la Tribune Tower en Chicago y el Daily News Building en Nueva York. Howells también diseñó la Beekman Tower en Nueva York y el plan para la Universidad de Bruselas en Bélgica en 1922 a pedido del Secretario de Comercio de los Estados Unidos, Herbert Hoover . Los trabajos institucionales de Howells incluyen el Cuadrángulo de Ingeniería en el Instituto Pratt, construido en fases desde 1909 hasta 1928; Memorial Hall en el Instituto Pratt en 1927; y Willoughby Hall en Pratt Institute en 1957.
Howells se desempeñó como presidente de la Sociedad de Arquitectos de Bellas Artes y la Sociedad de Arquitectos Diplômes. Fue elegido para el Instituto Nacional de Artes y Letras, nombrado Caballero por la Legión de Honor francesa y oficial de la Orden de la Corona, y sirvió en la Comisión de Bellas Artes de Estados Unidos de 1933 a 1937. Howells escribió varios libros sobre historia de la arquitectura. En 1944 fue elegido miembro de la Academia Nacional de Diseño como académico asociado.

## Galería

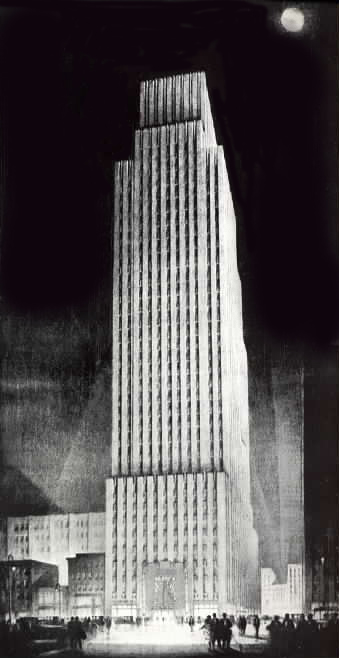
El Daily News Building, en el que Howells colaboró con Raymond Hood
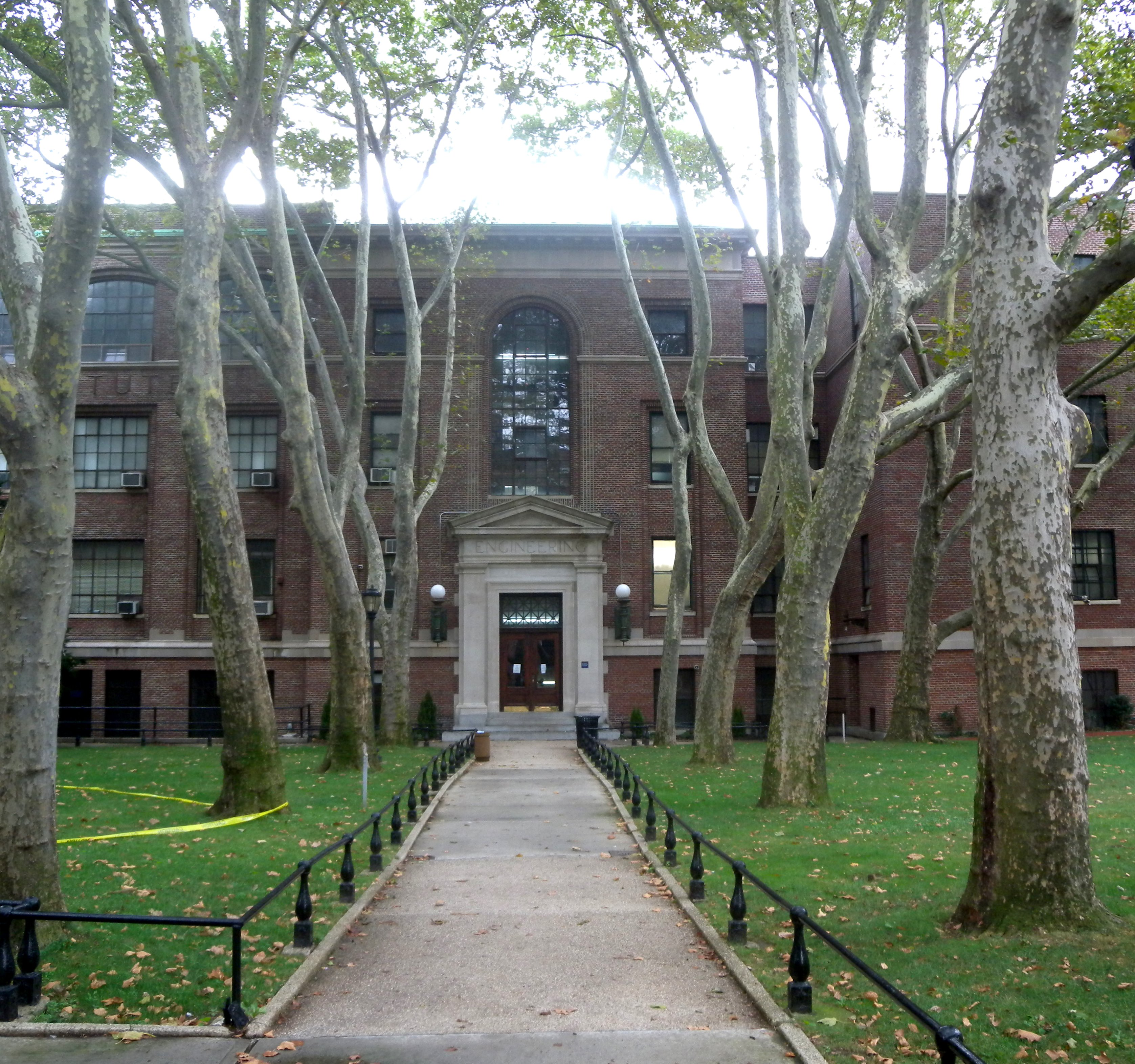
El Edificio de Ingeniería, como parte del Cuadrángulo de Ingeniería del Pratt Institute
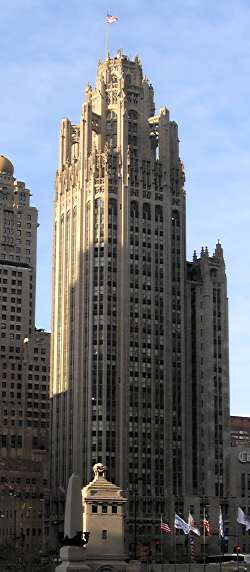
Tribune Tower